# صحراء سيشورا
صحراء سيشورا (بالإسبانية: Desierto de Sechura)‏ في جنوب منطقة بيورا في البيرو على طول ساحل المحيط الهادىء وباتجاه جبال الأنديز. وهي منطقة صحراوية شديدة الجفاف نتيجة لظاهرة التيار الصاعد للمياه، لكنها تشاهد فيضانات من حين إلى آخر نتيجة لظاهرة إل نينيو. 
تترامى صحراء سيشورا على ما يقارب 188,735 كم مربع، وتمتد بشكل طولي على طول الساحل البيروي بعمق يتراوح ما بين 20 كم إلى 120 كم وهي المسافة ما بين أسفل جبال الأنديز والمحيط الهادئ. 
لا تختلف درجات الحرارة في صحراء سيشورا كثيراً عبر الفصول، إذ تصل درجات الحرارة فيها في فصل الصيف (بين شهري ديسمبر ومارس) إلى أعلى من 35° درجة مئوية وبمعدل 24° بينما تنخفض شتاءاَ (بين شهري يونيو وسبتمبر) إلى 16° في الليل و30° في النهار.